# روبن میرزاخانیان
روبن کارلنی میرزاخانیان (ارمنی: Ռուբեն Կառլենի Միրզախանյան; انگلیسی: Ruben Mirzakhanyan؛ زادهٔ ۱۹۵۹) چهره سیاسی و آموزشی، ویراستار، دکتر تاریخ، استاد اهل ارمنستان و چهره فرهنگی افتخاری جمهوری ارمنستان است. وی از دانشکده تاریخ دانشگاه دولتی ایروان فارغ‌التحصیل شده‌است.

## جوایز
- نشان‌های سنت ساهاک مقدس - مسروب مقدس کلیسای حواری ارمنی (۲۰۰۹)
- چهره فرهنگی شایسته جمهوری ارمنستان (۲۰۰۹)

## تالیفات
- Refuge /articles, speeches, interviews/. ایروان، ۲۰۰۱.
- Source Criticism of History of Cultural Life of Armenia and its History from 1953, ایروان، ۲۰۰۸.
- Cultural Life in Armenia from 1956-1966. Historical Analysis, ایروان، ۲۰۰۸.
- Soviet Armenian Culture. 1956-1990, ایروان، ۲۰۰۹.
- Armenian Culture in the first half of 60s / historical analytical notes, مسکو، ۲۰۰۸.
- Social Realism and Soviet Armenian Fine Arts (با مشارکت اچ. هاکوبیان), ایروان، ۲۰۱۴.
- Social Realism in Soviet Armenian Fine Arts (با مشارکت اچ. هاکوبیان), مسکو، ۲۰۱۵.
- Impressionism, Painting Armenians, ایروان، ۲۰۱۶.